# Geogamasus pentaspinosus
Geogamasus pentaspinosus är en spindeldjursart som beskrevs av Wolfgang Karg 1979. Geogamasus pentaspinosus ingår i släktet Geogamasus och familjen Ologamasidae. Inga underarter finns listade i Catalogue of Life.